# Leonardo Gottardo
Leonardo Gottardo (Padova, 21 marzo 1988) è un giavellottista italiano.

## Biografia
Nel quadriennio 2002-2005, fa doppietta di titoli italiani giovanili sia nella categoria cadetti (2002-2003) che in quella allievi (2004-2005).
Durante lo stesso biennio, a livello internazionale giovanile partecipa nel 2004 ai Giochi sportivi studenteschi europei tenutisi in Italia a Milano vincendo la medaglia d'argento.
Nel mese di luglio del 2005 invece, sempre in Italia (a Lignano Sabbiadoro), prima vince quella d'oro al Festival olimpico della gioventù europea e poi gareggia ai Mondiali allievi di Marrakech in Marocco realizzando con un lancio di 74,80 metri, l'ancora attuale, migliore prestazione italiana allievi nel tiro del giavellotto; questa misura gli permette di terminare la finale al quinto posto in graduatoria.
Durante il biennio 2006-2007 non gareggia a nessun campionato italiano.
Nel 2006 è costretto a saltare i Mondiali juniores in Cina a Pechino a causa di un intervento ad una spalla.
Nel 2008 vince 5 medaglie ai campionati italiani con 2 titoli: ai nazionali invernali di lanci diventa campione promesse e termina secondo assoluto; agli universitari si laurea vicecampione, ai campionati italiani promesse vince la medaglia d'oro ed agli assoluti di Cagliari conclude ottiene l'argento.
Il 2009 non lo vede gareggiare in nessun campionato italiano;
Dopo essere stato inserito nella lista dei convocati per gli Europei under 23 di Kaunas (Lituania), è costretto a dare forfait per un problema ad un gomito.
Nel mese di dicembre dello stesso anno entra a far parte del Centro Sportivo dell'Aeronautica Militare.
2010, due volte vicecampione italiano ed altrettanti piazzamenti ai campionati nazionali: argento sia agli italiani promesse che agli assoluti di Grosseto, agli invernali di lanci invece giunge quinto assoluto e quarto tra le promesse.
Al suo primo anno da seniores nel 2011, fa doppietta di titoli assoluti agli invernali di lanci ed agli assoluti di Torino.
Viene convocato per la prima volta in carriera nella Nazionale maggiore in occasione della Coppa Europa invernale di lanci: a Sofia in Bulgaria termina la gara all'ottavo posto.

Inoltre, sempre in ambito internazionale seniores, gareggia anche ai Mondiali militari di Rio de Janeiro in Brasile (quinta posizione) ed alle Universiadi in Cina a Shenzhen (non supera la fase di qualificazione alla finale).
Due medaglie di bronzo vinte ai campionati italiani assoluti del 2012, invernali di lanci ed assoluti di Bressanone.
Nel 2013 vince il suo secondo titolo agli italiani invernali di lanci, mentre agli assoluti di Milano ottiene la medaglia di bronzo.
Alla Coppa Europa invernale di lanci tenutasi a Castellón in Spagna conclude la gara al 15º posto.
Agli assoluti di Rovereto nel 2014 si classifica sesto; nel 2015 è quarto agli invernali di lanci e poi ai campionati nazionali universitari dello stesso anno vince l'argento.

## Record nazionali

### Allievi
- Lancio del giavellotto: 74,80 m ( Marrakech, 13 luglio 2005)[5]

## Progressione

### Lancio del giavellotto
| Stagione | Misura  | Luogo      | Data      | Rank. Mond. |
| -------- | ------- | ---------- | --------- | ----------- |
| 2015     | 71,99 m | Marcon     | 9-5-2015  | -           |
| 2014     | 75,57 m | Conegliano | 20-6-2014 | -           |
| 2013     | 72,18 m | Lucca      | 23-2-2013 | -           |
| 2012     | 75,69 m | Chiari     | 31-3-2012 | -           |
| 2011     | 78,10 m | Nembro     | 1-7-2011  | -           |
| 2010     | 76,18 m | Comacchio  | 25-9-2010 | -           |
| 2009     | 74,35 m | Pescara    | 23-5-2009 | -           |
| 2008     | 70,12 m | Cagliari   | 20-7-2008 | -           |

## Palmares
| Anno | Manifestazione                           | Sede               | Evento                 | Risultato | Misura  | Note  |
| ---- | ---------------------------------------- | ------------------ | ---------------------- | --------- | ------- | ----- |
| 2004 | Giochi sportivi studenteschi europei     | Milano             | Lancio del giavellotto | Argento   | 67,75 m | [ 6 ] |
| 2005 | Festival olimpico della gioventù europea | Lignano Sabbiadoro | Lancio del giavellotto | Oro       | 70,89 m | [ 7 ] |
| 2005 | Mondiali allievi                         | Marrakech          | Lancio del giavellotto | 5º        | 74,80 m | [ 7 ] |
| 2011 | Mondiali militari                        | Rio de Janeiro     | Lancio del giavellotto | 5º        | 72,18 m | [ 8 ] |
| 2011 | Universiadi                              | Shenzhen           | Lancio del giavellotto | 19º       | 65,00 m | [ 9 ] |

## Campionati nazionali
- 1 volta campione assoluto nel lancio del giavellotto (2011)
- 2 volte campione assoluto invernale di lanci nel lancio del giavellotto (2011, 2013)
- 1 volta campione promesse nel lancio del giavellotto (2008)
- 1 volta campione promesse invernale di lanci nel lancio del giavellotto (2008)
- 2 volte campione allievi nel lancio del giavellotto (2004, 2005)
- 2 volte campione cadetti nel lancio del giavellotto (2002, 2003)

2002
- Oro ai Campionati italiani cadetti e cadette, (Formia), Lancio del giavellotto

2003
- Oro ai Campionati italiani cadetti e cadette, (Orvieto), Lancio del giavellotto[10]

2004
- Oro ai Campionati italiani allievi e allieve, (Cesenatico), Lancio del giavellotto - 65,03 m[10]

2005
- Oro ai Campionati italiani allievi e allieve, (Rieti), Lancio del giavellotto - 68,01 m[11]

2008
- Argento ai Campionati italiani assoluti e giovanili invernali di lanci, (San Benedetto del Tronto), Lancio del giavellotto - 62,21 m (assoluti)[12]
- Oro ai Campionati italiani assoluti e giovanili invernali di lanci, (San Benedetto del Tronto), Lancio del giavellotto - 62,21 m (promesse)
- Argento ai Campionati nazionali universitari, (Pisa), Lancio del giavellotto - 67,42 m[12]
- Oro ai Campionati italiani juniores e promesse, (Torino), Lancio del giavellotto - 68,76 m[13]
- Argento ai Campionati italiani assoluti, (Cagliari), Lancio del giavellotto - 70,12 m[14]

2010
- 5º ai Campionati italiani assoluti e giovanili invernali di lanci, (San Benedetto del Tronto), Lancio del giavellotto - 66,14 m (assoluti)[15]
- 4º ai Campionati italiani assoluti e giovanili invernali di lanci, (San Benedetto del Tronto), Lancio del giavellotto - 66,14 m (promesse)[16]
- Argento ai Campionati italiani juniores e promesse, (Pescara), Lancio del giavellotto - 71,02 m[17]
- Argento ai Campionati italiani assoluti, (Grosseto), Lancio del giavellotto - 71,07 m[18]

2011
- Oro ai Campionati italiani assoluti e giovanili invernali di lanci, (Viterbo), Lancio del giavellotto - 75,83 m[19]
- Oro ai Campionati italiani assoluti, (Torino), Lancio del giavellotto - 75,15 m[20]

2012
- Bronzo ai Campionati italiani assoluti e giovanili invernali di lanci, (Lucca), Lancio del giavellotto - 70,48 m[21]
- Bronzo ai Campionati italiani assoluti, (Bressanone), Lancio del giavellotto - 73,06 m[22]

2013
- Oro ai Campionati italiani assoluti e giovanili invernali di lanci, (Lucca), Lancio del giavellotto - 72,18 m[23]
- Bronzo ai Campionati italiani assoluti, (Milano), Lancio del giavellotto - 68,19 m[24]

2014
- 6º ai Campionati italiani assoluti, (Rovereto), Lancio del giavellotto - 71,56 m[25]

2015
- 4º ai Campionati italiani assoluti e giovanili invernali di lanci, (Lucca), Lancio del giavellotto - 69,22 m[26]
- Argento ai Campionati nazionali universitari, (Fidenza), Lancio del giavellotto - 65,47 m[27]

## Altre competizioni internazionali
2011
- 8º nella Coppa Europa invernale di lanci, ( Sofia), Lancio del giavellotto - 73,86 m[28]

2013
- 15º nella Coppa Europa invernale di lanci, ( Castellón), Lancio del giavellotto - 65,87 m[29]